# Innocent Until Caught
Innocent Until Caught è un videogioco d'avventura sviluppato da Divide by Zero e pubblicato  dalla Psygnosis nel 1992, ed ambientato in un mondo futuro.

## Personaggi
- Jack T. Ladd, protagonista della storia e unico personaggio controllabile; è un ladro spaziale a cui gli esattori delle tasse federali hanno sequestrato ogni bene posseduto
- Narm 'N' Palm, amico di Jack, ossessionato dalla vita militare, goffo ed inetto, che con i suoi errori spesso aiuta il protagonista
- Ruthie, figlia dell'imperatore, decisa a ribellarsi al padre ed innamorata di Jack
- Il dittatore, sovrano assoluto di un mondo lontano

## Trama
Jack viene sequestrato dall'ente federale dei tributi, che preleverà ogni avere ottenuto illecitamente dal ladro spaziale, lasciandolo completamente senza soldi.
Atterrato sul pianeta Tayte dovrà affrontare tre prove di abilità nel furto, che lo porteranno ad essere arrestato e rinchiuso in prigione.